# William D. Robbins

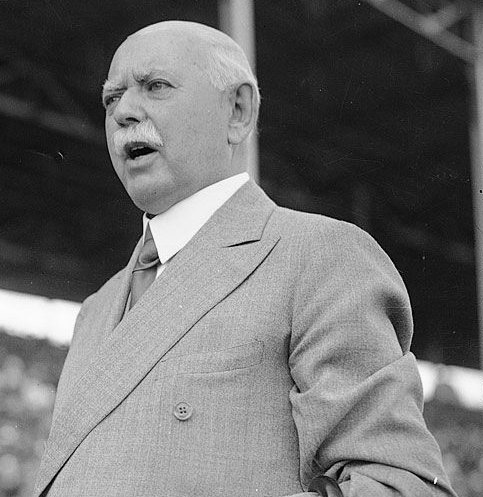
William Robbins

William D. Robbins (* 1874 in Bristol; † 1952) war vom November 1936 bis Januar 1938 der 45. Bürgermeister von Toronto. Er folgte seinem Vorgänger Samuel McBride und gab sein Amt nach der Niederlage bei den Wahlen 1937 ab an Ralph Day.